# Тийбо
Тийбо (Thibault, понякога се изписва Thiebault) е второстепенен герой от поредицата карикатури Peanuts на Чарлс М. Шулц. Дебютът му е през 1970 г.
Предимно враждебен образ, той се появява от време на време, за да създава неприятности на Пепърминт Пати и Чарли Браун. Той живее в тази част на града, където живее и тя, а също е част от нейния бейзболен отбор.
Веднъж Пепърминт Пати му заема ръкавица, която принадлежи на Чарли Браун, но ѝ e отказано да я върне и държи да се бие за нея (ръкавицата) със собственика ѝ. Когато Чарли Браун не разбира враждебността на другото момче, Тийбо твърди, че знае типът на Чарли Браун и го обвинява, че се „мисли за по-добър от него“. Чарли Браун е толкова щастлив, че някой най-накрая го мисли за по-добър от някой друг, че го оставя да задържи ръкавицата.
Друг път, Тийбо се присмива на приятелката на Пепърминт Пати-Марси. Първо обсъжда критично очилата ѝ, после, че е момиче, искащо да играе бейзбол. Накрая той прибягва дотам, че рита прах върху обувките на Марси. Тя иска Пепърминт Пати да каже, че е необходим таймаут, после застава точно срещу хулигана. Марси казва на Тийбо, че ако каже още и дума, ще го удари „направо в котлетите“. Тийбо отвръща „Оууууу?“ (Ohhhhh?), на което Марси отговаря „Това беше една дума!“ и го удря в носа. Същата карикатура завършва с Марси, която казва на Пепърминт Пати, че не желае да играе повече бейзбол.